# Mekanix
Mekanix es una serie limitada de seis capítulos publicada por la editorial estadounidense Marvel Comics a partir de diciembre de 2002, escrita por Chris Claremont e ilustrada por Juan Bobillo y Marcelo Sosa. Su argumento trata de cómo la joven mutante Kitty Pryde entra en la universidad pretendiendo anonimato, para así poder desligarse de la vida como X-Men y olvidar la muerte de su novio Peter Rasputin y la de su padre Carmen Pryde. La base para la serie es el hecho de que no existiera información de Pryde luego de la muerte de Rasputin, que sucedió durante la saga Legacy Virus de los cómics Uncanny X-Men. La historia se ve entrelazada con el tema de la discriminación, ya que cuando la serie fue escrita los ataques terroristas del 11 de septiembre de 2001, habían alimentado las mentes con el temor a toda persona que pudiera ser catalogada como «diferente» (en el caso del cómic a los mutantes).
Tras su publicación, la serie limitada Mekanix tuvo una buena recepción por parte de la crítica especializada. El sitio web CBR la llamó: «Una celebración en honor de uno de los escritores más perdurables en la historia de los cómics, Chris Claremont» y posteriormente la posicionaron en el puesto número cien de su lista top 300. El columnista de dicha página web Augie De Blieck Jr. mencionó a Mekanix como uno de los cómics más equilibrados y agradables de Claremont durante su reseña de la misma. La serie fue lanzada en los Estados Unidos de forma mensual entre diciembre de 2002 y mayo de 2003; mientras que el prólogo de la historia, lanzado en el capítulo «This Ones For You» de X-Men Unlimited n.º 36 salió a la venta en el mercado estadounidense en julio de 2002. En España la serie fue recopilada por Panini Comics en un tomo de 160 páginas llamado Kitty Pryde ¡Esta va por ti!, el cual incluyó el prólogo de la serie y sus seis capítulos.

## Historia

### Prólogo
La historia contenida en X-Men Unlimited muestra la situación y posterior muerte del padre de Kitty, Carmen Pryde durante el ataque de los centinelas contra Genosha, lugar en el que se encontraba trabajando para pagar numerosas deudas dejadas por su reciente divorcio. Pasados varios meses de que se supiera la desafortunada noticia del ataque, Kitty recibe un paquete que contiene una cámara de video en la que se ven escenas de su padre entre la multitud; justo antes del ataque de los centinelas Kitty ve a su padre frente a la cámara. Aunque no hay sonido, se pueden leer sus labios diciendo «Kitty te amo». Luego de recibir el trágico paquete Kitty decide dejar a los X-Men para intentar encontrar su identidad así como una vida normal entre los humanos.

### Serie limitada

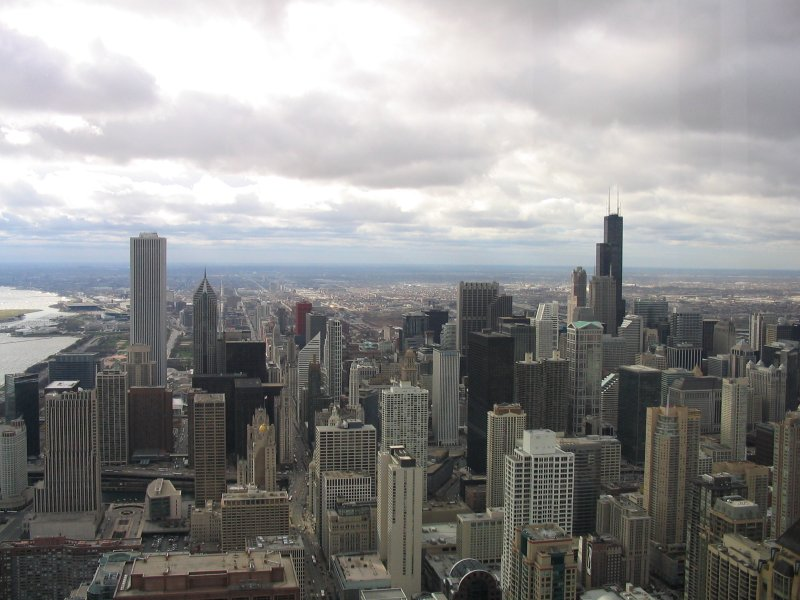
Los sucesos narrados en los cómics ocurren en Chicago, en la imagen vista de la ciudad durante el día.

Kitty Pryde se encuentra realizando terapia con la psiquiatra Maureen Lyszinski, con el fin de lograr olvidar todas las cosas que pretende dejar en el pasado, siendo estas la muerte de su novio, quien contrajo un terrible virus y la de su padre quien falleció en la isla de Genosha. Luego de salir de su consulta decide dirigirse a su trabajo como barman, en donde se encuentra con su amiga Karma, una exestudiante del profesor Xavier; juntas deciden salir a caminar por la ciudad luego de que Kitty terminara su trabajo y de dejar a los hijos de Karma dormidos en su casa. Pocos minutos después de haber salido las jóvenes son atacadas por un grupo de androides a los que ellas rápidamente reconocen como centinelas, conforme las mutantes luchan contra las máquinas estas se vuelven más y más veloces e inteligentes, llegando a lastimar gravemente a ambas; luego de finalizar la pelea y de destruir los restos de los robots Kitty y Karma deciden dirigirse a sus hogares.
Pocos días después, en la universidad de Chicago se lleva a cabo un gran proyecto científico del cual Pryde participa. Durante los experimentos, otra estudiante llamada Alice Tremaine sabotea las máquinas para producir una gran explosión que espera que mate a Kitty; es luego de esto que se muestra un grupo de flashbacks en los que se ve que ella fue quien ordenó y compró los centinelas que atacaron a Kitty y Karma en la noche recién pasada y que desea verla muerta por el hecho de ser una mutante. Conforme el experimento avanza, los estudiantes y el profesor Simon Benes —quien se encontraba a cargo— se dan cuenta de que se va a generar una gran explosión, pero al no encontrar una forma de detenerla es Kitty quien decide hacerlo. Luego de detener la gran explosión y de que todos se dieran cuenta de que Pryde es una mutante, surge una gran oleada de críticas que apuntan a que fue ella quien inició el peligro, aludiendo a que pudieron ser sus poderes los que generaron en primer lugar las fallas.
Conforme los días pasan Kitty siente más y más molestia por el hecho de ser nuevamente discriminada como mutante. Junto a Karma nota que es seguida por el FBI; cuando investiga la razón descubre que está siendo investigada bajo los cargos de terrorismo, ya que todos en la universidad piensan que fue quien causó en primer lugar la explosión que por poco la destruye. Pocos días después de esto, las mutantes son atacadas nuevamente por centinelas, pero esta vez no pueden enfrentarse a ellos, ya que conocen sus poderes y saben cómo evitar ser afectados por ellos. Es entonces cuando aparece para ayudarlas Shola Inkosi, un mutante con poderes telequinéticos, y uno de los pocos que sobrevivieron a la gran crisis de Genosha. Los tres logran destruir al primer grupo de centinelas, pero conforme estos aprenden sus habilidades se les vuelve más difícil; durante el mismo momento se lleva a cabo en la universidad una junta entre padres y maestros en la se intenta decidir si permitir a los alumnos mutantes continuar con sus estudios.
Conforme la pelea avanza los mutantes deciden dirigirse a la universidad para intentar deshacerse de los robots; luego de recibir la ayuda de la policía de Chicago y de varios agentes del FBI los tres mutantes logran destruir al último grupo de centinelas, demostrándoles a los presentes que los mutantes pueden ser personas en quien confiar. Luego de esto se declara completamente permitido el ingreso de alumnos mutantes a la universidad y Kitty, Karma y Shola reciben el apoyo de todos los presentes a su alrededor. Días después se ve a Pryde finalizando otra sesión con su terapeuta, comentándole que lo recientemente sucedido le permitió ver de mejor manera el mundo y el hecho de que puede ser apoyada por los no mutantes. La serie finaliza con Alice Tremaine reparando uno de los centinelas destruidos y con este respondiéndole como su sirviente.

## Antecedentes
En los inicios de 1963, luego del éxito de Spider-Man en la revista mensual Amazing Fantasy, Stan Lee comenzó los trabajos para la publicación de la serie X-Men (planeada originalmente bajo el título de «The Mutants»). El concepto básico de los X-Men trataba sobre el profesor Charles Xavier y su grupo de jóvenes con «talentos especiales» luchando contra el creciente sentimiento anti-mutante que comenzaba a predominar; para esto el denominado «profesor X» creó una mansión en la cual entrenaba a los jóvenes mutantes en el control de sus nuevas habilidades. El personaje de Kitty Pryde apareció por primera vez en The Uncanny X-Men n.º 129 (enero de 1980), fue creada por Chris Claremont y el dibujante John Byrne basándose en la imagen de la actriz Sigourney Weaver. Sus creadores buscaban una forma de compensar las edades de los personajes del equipo y de atraer a más lectores jóvenes, para esto la integraron al equipo X-Men diez números después de su primera aparición en Uncanny X-Men n.º139 utilizando el nombre clave de Sprite.

## Origen

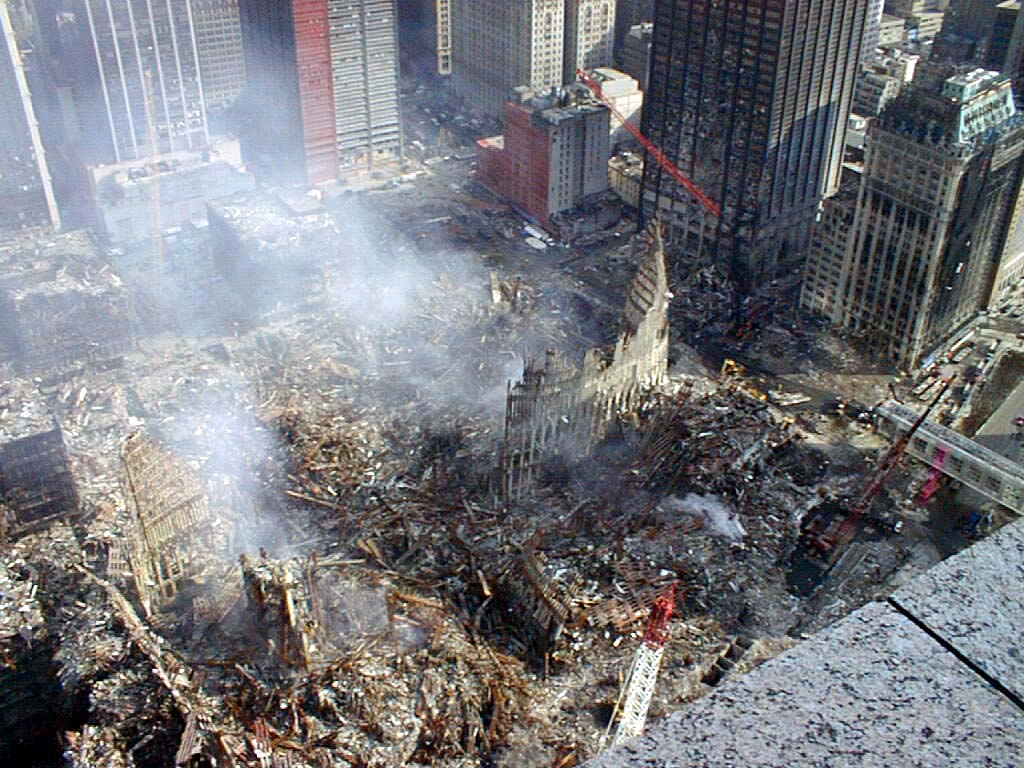
Los ataques terroristas del 11 de septiembre de 2001 favorecieron la escritura de la serie limitada Mekanix.

La serie se realizó a partir de la incógnita de ¿qué ocurrió durante los meses en los que Kitty Pryde dejó de ser una X-Men? que se generó luego de la desaparición de este personaje de los cómics, debido a la muerte de su novio Peter Rasputin (conocido bajo el nombre heroico de Coloso) y la de su padre Carmen Pryde, en Uncanny X-Men n.º 390 y en el capítulo «This Ones For You» del tomo número 36 de X-Men Unlimited respectivamente. Los escritores la desligaron de la historia principal de los X-Men con el fin de poder crear una serie limitada en la que se hiciera presente su deseo de olvidar las muertes de las personas que amaba, así como de continuar sus estudios y obtener una vida plenamente normal. El deceso de Rasputin se debió a que contrajo un virus conocido como Legado (Legacy virus en el idioma inglés) que formó parte de los títulos de Marvel Comics desde 1993 hasta 2001; el virus estaba diseñado para afectar a la población mutante del mundo y eliminarla. Para generar la cura del virus era necesaria la muerte de un infectado, esto debido a que su cuerpo generaría los anticuerpos necesarios para una vacuna apropiada. Coloso decidió sacrificarse para salvar a los demás infectados del mundo y así erradicar definitivamente la infección. Mientras que la muerte del padre de Kitty se debió a que se encontraba en Genosha durante un ataque a gran escala realizado por el centinela Master Mold y un grupo de sus robots subordinados contra la isla, con el fin de erradicar a la mayor cantidad de civiles posibles.
El guionista y escritor de cómics Chris Claremont, conocido principalmente por ser el creador de los modernos X-Men, fue el encargado de crear la serie limitada; utilizó temas sociales, como el racismo o la marginación por ser diferente para el trasfondo de la serie. Durante la fecha de escritura del cómic los atentados del 11 de septiembre perpetrados hacia las Torres Gemelas por miembros de la red yihadista Al Qaeda, habían logrado alimentar tanto las mentes de los escritores como de los lectores con el «temor a lo diferente», lo que favoreció al progreso de la historia de Mekanix.

## Recepción

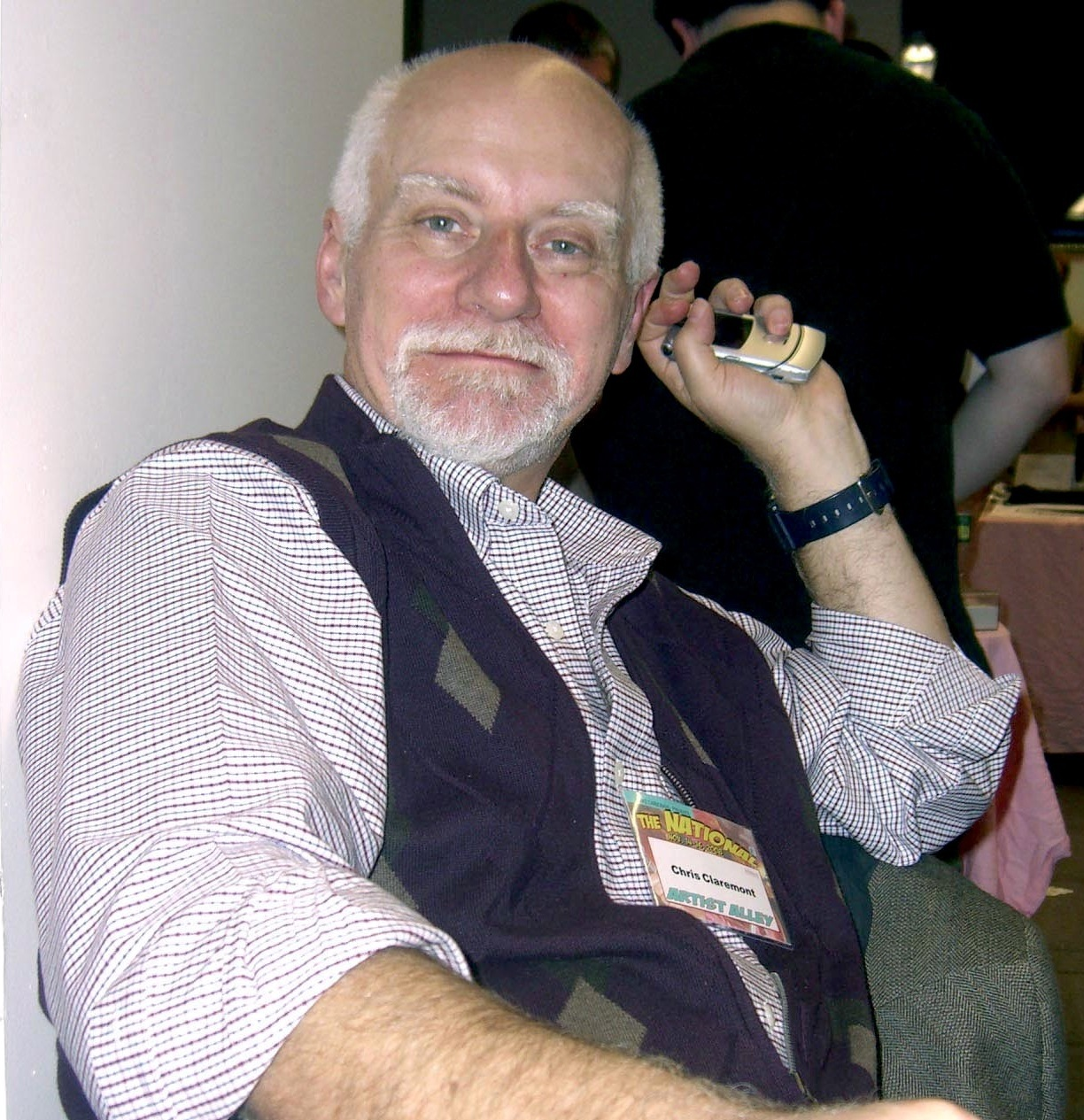
Chris Claremont es conocido por tratar temas de sociedad como racismo o las clases sociales en sus cómics.

Mekanix fue bien recibido por la crítica debido a que hace referencia a Kitty Pryde, uno de los personajes más famosos de Marvel Comics. CBR publicó una editorial en honor a Claremont en la cual mencionan a la serie limitada como: «Una celebración en honor de uno de los escritores más perdurables en la historia de los cómics, Chris Claremont quien todavía es conocido por muchos fans como el escritor principal de Uncanny X-Men, gracias a sus varias décadas de ejecutar los títulos de esta serie». Posteriormente llamaron al lanzamiento de la serie como uno «de los más elegantes e impresionantes de Claremont» y a Kitty Pryde como su «personaje favorito». CBR realizó una lista de los 300 mejores ejemplares del cómic estadounidense llamada top 300, en la cual el número seis de Mekanix obtuvo el puesto número cien.
El columnista de CBR Augie De Blieck Jr. entregó una reseña de carácter mixto de la serie, en la que comentó: 

De alguna manera, todavía tengo dificultades para aceptar el vestir de prostituta que atiende un bar de lujo en Chicago que los escritores y dibujantes decidieron darle a Kitty Pryde. Dejando eso de lado, me parece que Claremont se encuentra en su mejor momento. Aquellos que evitarían la serie por temor a tener que leer demasiado, no deben temer con esta serie limitada, Claremont fue restringido en su prosa, dejando la mayor parte de la acción a las grandiosas imágenes de la saga.
Augie De Blieck.

La página de Internet Planeta Cómic valoró la miniserie con cinco de cinco estrellas y luego argumentó: «Esta miniserie es simplemente perfecta, excelente dibujo, buen guion al estilo "mutante que desea vivir como humana" con esa histeria "anti-mutantes" muy cerca. Para los amantes de Kitty o de cualquier otro mutante es imprescindible». El sitio web Comic digital realizó una reseña sobre Mekanix en la cual expresó: «En el apartado gráfico ayudó el valenciano Salvador Larroca, mientras que todo el peso de la narración recayó sobre Juan Bobillo y claro el antiguo artista del cómic Chris Claremont, todo esto generó una obra que entretiene de la forma más eficaz que puede existir». La página Alcala Comics dijo que la entrega de Chris Claremont con la respuesta de lo que pasó con Kitty Pryde cuando no formaba parte de los X-Men había generado una «excelente miniserie».

## Formato
La historia principal está compuesta por seis partes publicadas en la serie Mekanix. El primer tomo de la serie Mekanix:Targets n.º 1, se publicó en diciembre de 2002; las partes dos a seis salieron a la venta entre enero y mayo de 2003, con un epílogo lanzado en el cómic X-Men Unlimited n.º 36 durante julio del 2002. En los Estados Unidos la serie completa —incluyendo su prólogo— fue incluida en la colección de la serie X-Treme X-Men, conformando el tomo X-Treme X-Men Volume 4: Mekanix lanzado durante junio del 2003. En España y Latinoamérica, Mekanix fue lanzado por la editorial Panini Cómics durante el 2009 como una recopilación de 160 páginas en la que se incluyeron los seis números originales más el prólogo de la historia traducidos, siendo renombrada la serie como Kitty Pryde ¡Esta va por ti!.
Números
| Nombre original                           | Título traducido     |
| ----------------------------------------- | -------------------- |
| X-Men Unlimited n.º 36: This Ones For You | ¡Va por ti!          |
| Mekanix n.º 1: Targets                    | Objetivos            |
| Mekanix n.º 2: Runaway                    | Descontrol           |
| Mekanix n.º 3: Busted                     | Pillada              |
| Mekanix n.º 4: Prime Suspect!             | Principal sospechosa |
| Mekanix n.º 5: Bad Moon Rising            | Luna de muerte       |
| Mekanix n.º 6: Memento Mori               | Memento Mori         |